# Surte
Surte ist ein schwedischer Tätort in der Gemeinde Ale. Der südwestschwedische Ort liegt ungefähr 15 Kilometer nördlich von Göteborg.

## Geschichte und Verkehr
Surte ist mit dem nördlichen Nachbarort Bohus zusammengewachsen. Seit dem 14. Jahrhundert gehörten die beiden Orte mitsamt der Umgebung zu Dänemark. Im Frieden von Roskilde fiel die Region an Schweden. Anschließend gehörte sie bis 1998 zur Provinz Göteborgs och Bohus län, ehe diese aufgelöst und in Västra Götalands län eingegliedert wurde.

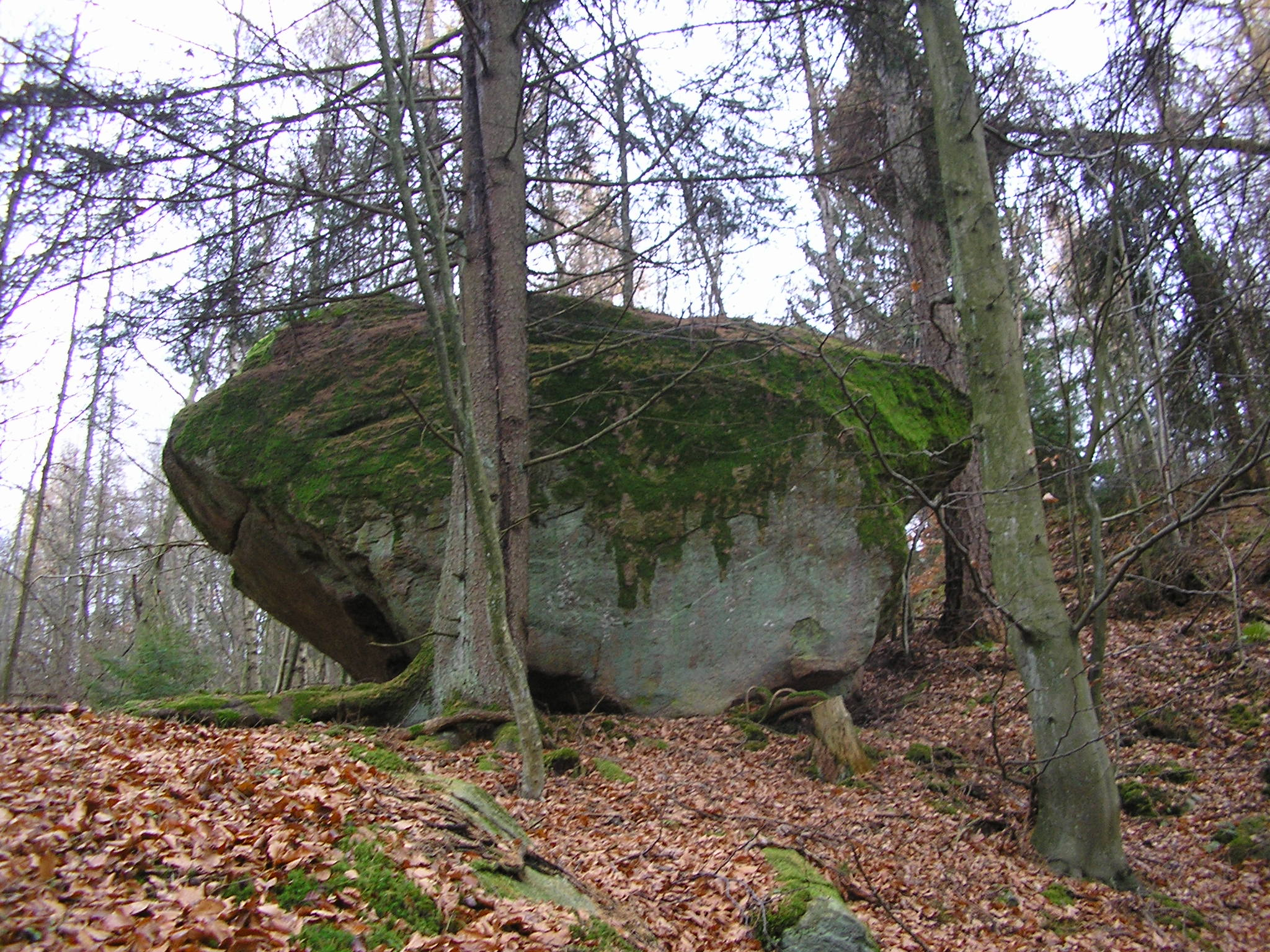
Findling in Surte

Surte liegt an der Europastraße 45 zwischen Göteborg und Trollhättan sowie der Europastraße 6 zwischen Göteborg und Kungälv. Der Ort liegt am Ostufer des Flusses Göta älv, der im September 1950 durch einen Erdrutsch blockiert wurde.

## Bekannte Töchter und Söhne
- Alexander Samuelson (1862–1934), schwedisch-amerikanischer Glasdesigner (Coca-Cola-Flasche)
- Filip Johansson (1902–1976), schwedischer Fußballspieler
- Gideon Ståhlberg (1908–1967), schwedischer Schachgroßmeister

## Sport
Der Ort ist Heimat des Bandyvereins Ale-Surte BK. Der vormals als Surte BK bekannte Verein spielte mehrere Jahre in der höchsten schwedischen Liga und verzeichnet als größten Erfolg die Halbfinalteilnahme um die Landesmeisterschaft im Jahr 1981.